# Lamyropappus
Lamyropappus é um género botânico pertencente à família Asteraceae.